# Volkswagen Schwimmwagen

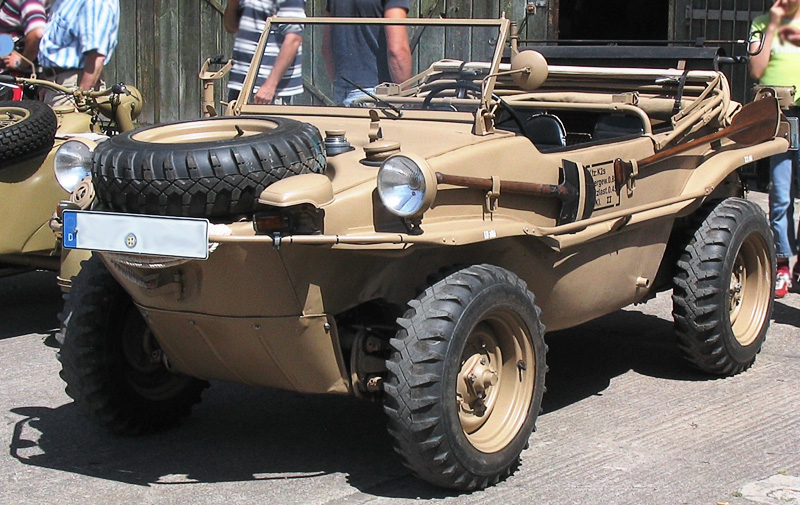
KdF 166 Schimmwagen

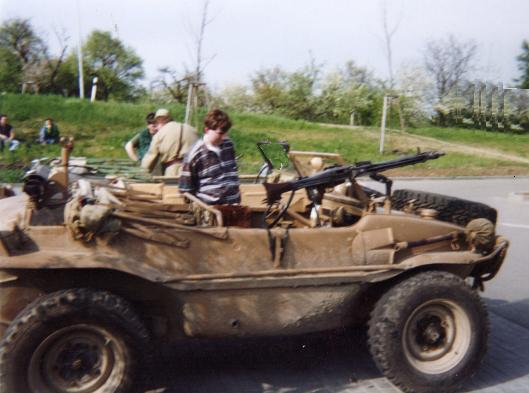
KdF 166 Schimmwagen

Volkswagen Schwimmwagen (německy: Volkswagen Typ 166 Schwimmwagen nebo KdF 166 Schimmwagen) byl vojenský obojživelný automobil s pohonem všech čtyř kol (4×4) se čtyřmístnou karoserií, s motorem umístěným vzadu a sklopným lodním šroubem na zádi. Sériová výroba byla zahájena v roce 1942. Karoserii vyráběla berlínská firma Ambi-Budd.

## Historie
První prototypy obojživelných KdF vznikly v roce 1940 na základě armádní zakázky. V záři byly postupně testovány tři prototypy pod označením KdF 128. Obojživelníci s karoserií podobnou typu KdF 82 měli rozvor 2400 mm, rozchod kol obou náprav 1360 mm a jeho podvozek byl spřízněn s typem KdF 87 (VW Brouk 4×4), rychlost na vodě 10 km/h. Ve výbavě u těchto prototypů byla i pádla a třímetrová tyč na měření hloubky. Pohon všech kol měl vypínatelný pohon přední nápravy.
Celkem bylo vyrobeno do podzimu 1944 celkem 14 276 vozů KdF 166 při ceně 4200 RM.

## Technické specifikace
- Motor: benzínový vzduchem chlazený čtyřválec 1131 cm³, 25 koní, převodovka měla zvláštní převod pro bezpečné vyjíždění na břeh.
- Rozměry: karoserie 3825×1480×1615 mm, rozvor 2000 mm, rozchod 1220/1230 mm, pohotovostní hmotnost 910 kg, celková max. hmotnost 1345 kg.
- Výkony: rychlost 80 km/h na silnici, 10 km/h na vodě, spotřeba 9–10 litrů na 100 km na silnici, 10 litrů na hodinu plavby, objem dvou nádrží v přídi 50 litrů.

## Fotogalerie

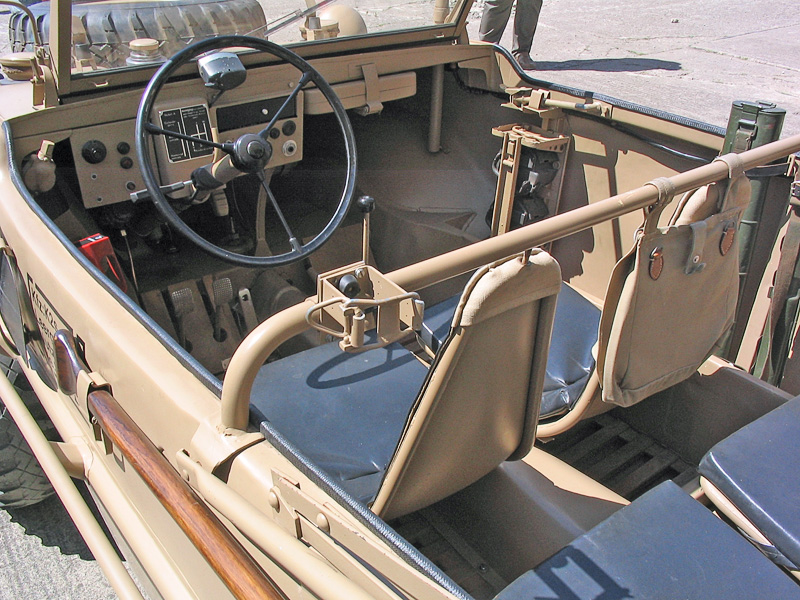
Interiér vozu
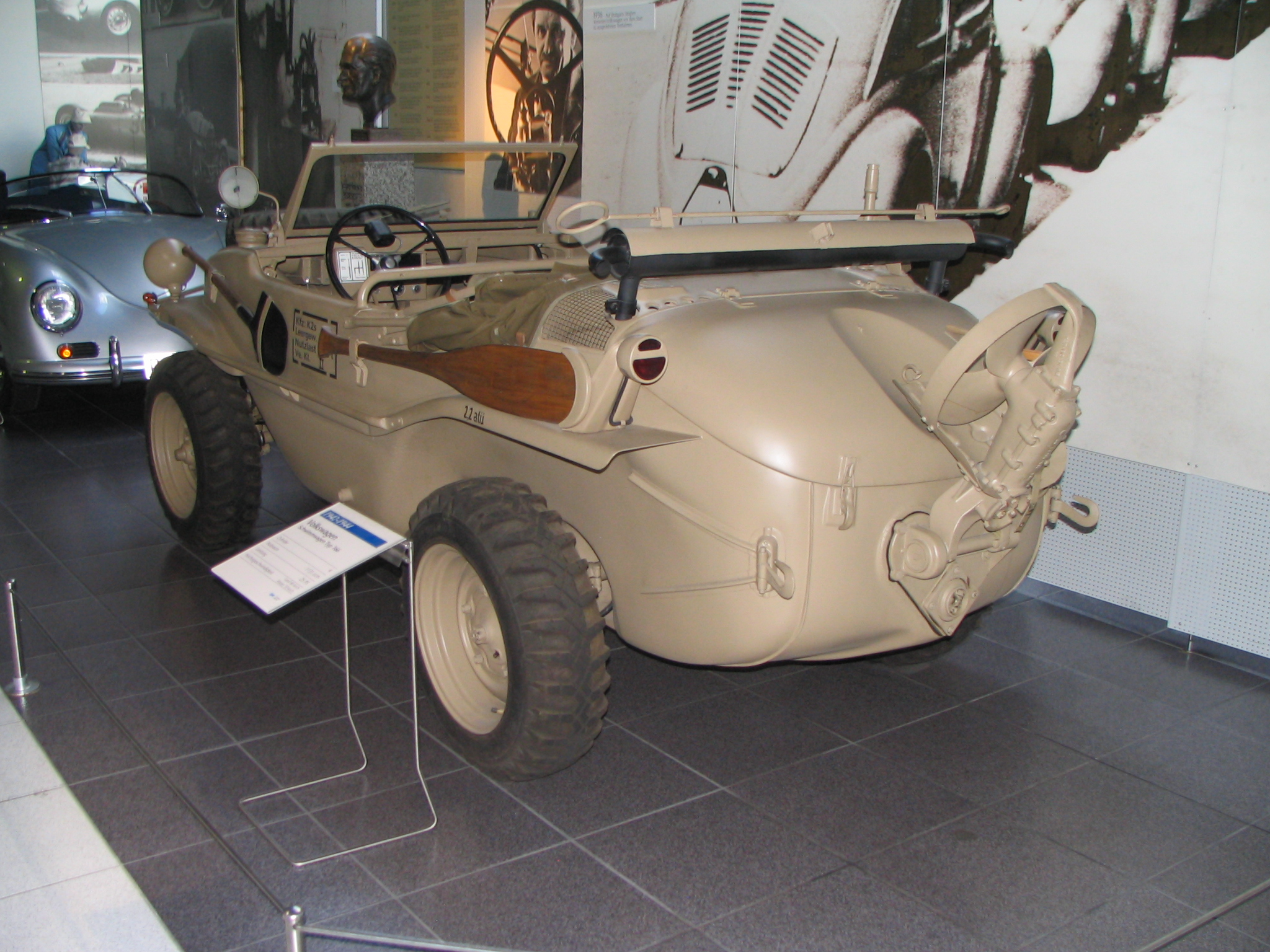
KdF 166 Schimmwagen
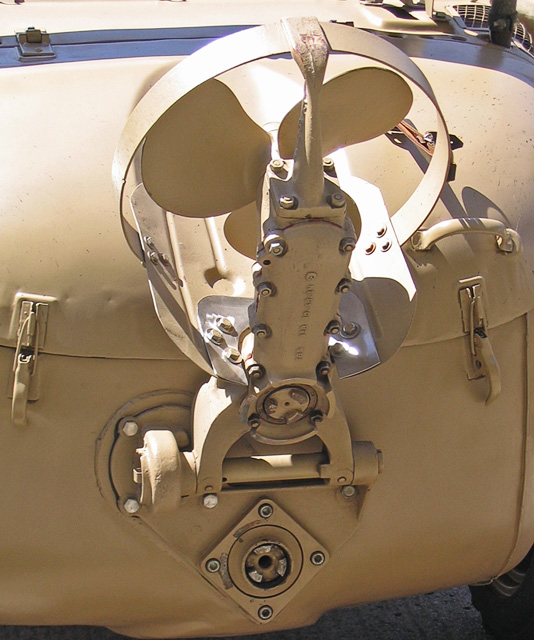
Lodní šroub
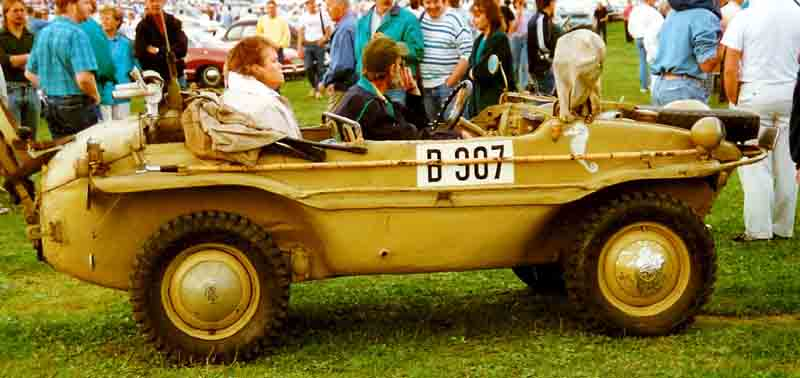
KdF 166 Schimmwagen
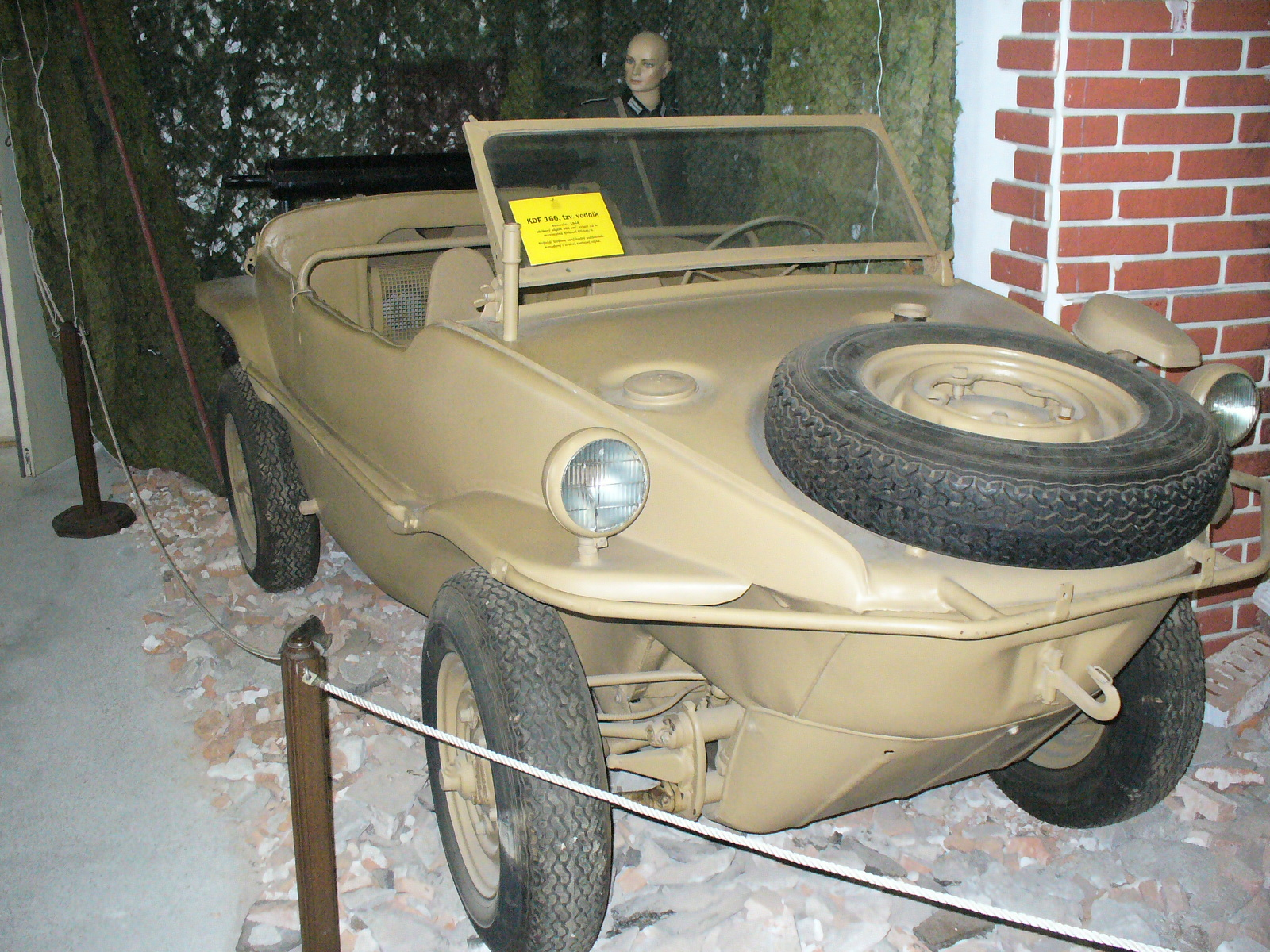
KdF 166 Schimmwagen